# Jeppe Andersen
Jeppe Andersen, né le 6 décembre 1992 au Danemark, est un footballeur danois qui évolue au poste de milieu central au Sarpsborg 08 FF.

## Biographie

### Vejle BK
Jeppe Andersen est formé par le club de Vejle BK au Danemark. Il signe son premier contrat professionnel à 17 ans, le 23 avril 2010. C'est avec ce club qu'il fait ses débuts en professionnels en 2011, en deuxième division danoise.

### Esbjerg fB
Le 28 mars 2013, est annoncé le transfert de Jeppe Andersen à l'Esbjerg fB, pour un contrat de trois ans.
Avec le club d'Esbjerg, il participe à la Ligue Europa lors de la saison 2013-2014. Son équipe s'incline en seizièmes de finale face à l'ACF Fiorentina.
Il dispute avec Esbjerg un total de 66 matchs en première division danoise, inscrivant trois buts.

### Hammarby IF
En fin de contrat à l'Esbjerg fB au 30 juin 2017, Jeppe Andersen s'engage alors librement avec le club suédois de l'Hammarby IF. Le 17 juillet 2017, il joue son premier match pour Hammarby en entrant en jeu lors d'une défaite en championnat face à l'IF Elfsborg (3-0).
Le 29 mars 2019, Andersen prolonge son contrat avec Hammarby de quatre ans, soit jusqu'en 2023. Juste avant le début de la saison 2019, Jeppe Andersen est nommé capitaine d'Hammarby.
Il remporte avec Hammarby la coupe de Suède en 2021, le premier titre du club dans cette compétition. Hammarby affronte le BK Häcken en finale le 30 mai 2021. Il est titularisé et exclu après avoir reçu un second carton jaune durant la rencontre. Son équipe s'impose aux tirs au but.

### Sarpsborg 08 FF
Le 8 janvier 2023, Jeppe Andersen rejoint la Norvège afin de s'engager en faveur du Sarpsborg 08 FF. Il signe un contrat de trois ans, soit jusqu'en décembre 2025.

### En sélection nationale
Avec l'équipe du Danemark des moins de 19 ans, Andersen joue deux matchs en 2011.
Jeppe Andersen reçoit sa première sélection avec l'équipe du Danemark espoirs contre la France, le 21 mars 2013. Il entre en fin de match lors de cette partie, qui se solde par la défaite de son équipe sur le score de trois buts à un. Par la suite, le 14 novembre 2014, il inscrit son premier but avec les espoirs, lors d'une rencontre amicale face à la Tchéquie, où il joue la première mi-temps (score : 2-2).

## Palmarès
Hammarby IF
- Coupe de Suède (1) :
  - Vainqueur : 2020-21.